# Вилар-ди-Фигуш
Вила́р-ди-Фи́гуш (порт. Vilar de Figos) — населённый пункт и район в Португалии, входит в округ Брага. Является составной частью муниципалитета  Барселуш. Находится в составе крупной городской агломерации Большое Минью. По старому административному делению входил в провинцию Минью. Входит в экономико-статистический  субрегион Каваду, который входит в Северный регион. Население составляет 641 человек на 2001 год. Занимает площадь 3,76 км².
Покровителем района считается Святой Паю (порт. São Paio).